# Алания-Д
«Ала́ния-Д» — российский футбольный клуб из Владикавказа. Был составлен в 2011 году из футболистов, выступавших в 2010 году в молодёжном первенстве команд РФПЛ за «Аланию». Провёл три сезона в зоне «Юг» Второго дивизиона / Первенства ПФЛ: 2011/12, 2012/13 и 2013/14 (лучшее достижение — 7-е место в 2013 году), участвовал в трёх розыгрышах Кубка России: 2011/12, 2012/13 и 2013/14 (лучшее достижение — выход в 1/32 финала в сезоне-2012/13).
После прекращения деятельности ФК «Алания» в феврале 2014 года «Алания-Д» стала главной командой региона. Игроки «Алании», снявшейся вследствие банкротства с Первенства ФНЛ, стали свободными агентами, пожелавшие играть во Владикавказе получили возможность перевестись в состав «Алании-Д». По окончании сезона-2013/14 на базе «Алании-Д» был воссоздан футбольный клуб «Алания», и в сезонах 2014/15 и 2015/16 во втором дивизионе играла команда под названием «Алания».

## Цвета клуба
| Красный | Жёлтый | Белый |